# Augenbraue

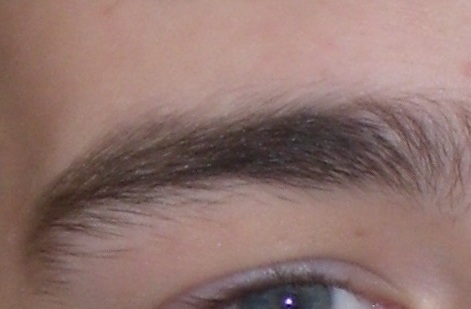
Augenbraue

Als Augenbraue (lateinisch Supercilium), kurz auch Braue (von mittelhochdeutsch brā, „Wimper, Braue“), wird der behaarte Streifen über den Augenhöhlen einiger Säugetiere bezeichnet. Die Augenbrauen dienen dazu, die Augen vor Schweiß, Nässe, Staub oder anderen Fremdkörpern zu schützen und unterstützen somit die Funktion der Wimpern. Zudem sind die Augenbrauen wichtig für die nonverbale Kommunikation. Ihre Stellung und Bewegung ist Teil der Mimik einer Person und macht Gesichtsausdrücke noch über einige Meter hinweg deutlich ablesbar.

## Anatomie
Folgende zwei Gesichtsmuskeln sind für die Augenbrauen wichtig: Der Augenbrauenheber (Musculus frontalis), auch Stirnmuskel oder Kopfhaubenmuskel genannt, liegt in ganzer Breite auf der Stirn bis hin zum Haaransatz. Der Augenbrauenrunzler (Musculus corrugator supercilii) kann die gesichtsmittige Seite der Augenbrauen nach unten ziehen und sorgt so für das Stirnrunzeln.

## Mimik
Zur Mimik gehört beispielsweise das Zusammenziehen der Augenbrauen, was für Zorn steht (Zornesfalte). Das Hochziehen der Augenbrauen wird durch den Augenbrauenhebermuskel ermöglicht. Die Augenbrauen werden bei Überraschung oder Verblüffung, Aufmerksamkeit oder Angst hochgezogen. Die Fähigkeit Augenbrauen asymmetrisch hochzuziehen – das Hochziehen nur der rechten oder nur der linken Augenbraue – korreliert in signifikanter Weise mit der Augendominanz.
In den Konventionen vieler Kulturen hat das Augenbrauenhochziehen eine besondere Bedeutung:
- Griechenland, arabische Länder und Türkei: Ablehnung
- pazifische Länder, wie Tonga: Zustimmung

Eine 2003 veröffentlichte, am MIT durchgeführte Untersuchung ergab unter anderem, dass Versuchspersonen nur noch 46 % der ihnen gezeigten Prominenten anhand einer Abbildung ihres Gesichts identifizieren konnten, aus der die Augenbrauen entfernt worden waren. Zeigte man ihnen Fotos ohne Augen, waren es dagegen noch 56 %. Die Ergebnisse ermöglichten Schlüsse im Hinblick auf die hohe Bedeutung der Augenbrauen bei der Erkennung eines Gesichtes.

## Varianten
Bei den meisten Menschen ist die Glabella (die Grube zwischen Nasenwurzel und Stirnbein) nicht oder nur sehr spärlich behaart, doch es gibt mitunter Ausnahmen, bei denen die Augenbrauen eine zusammenhängende Haarlinie bilden. Man spricht dann von „Monobrauen“, regional auch „Rätzeln“; der medizinische Fachausdruck ist „Synophrys“ (von griechisch συν „zusammen“ und οφρυς „Augenbraue“). Monobrauen sind genetisch bedingt (zuständig ist das Pax-3-Gen) und gelten aus medizinischer Sicht (prima vista) als harmlose Normvariante; andererseits ist eine ganze Reihe seltener Erbkrankheiten mit einer Monobraue assoziiert, so zum Beispiel das Cornelia-de-Lange-Syndrom, das Michels-Syndrom, das DeSanto-Shinawi-Syndrom, das Marshall-Smith-Syndrom, das Joubert-Boltshauser-Syndrom und viele andere mehr. Auch bei einer partiellen Trisomie 3 ist eine Monobraue häufig.
Der italienische Arzt Cesare Lombroso (1835–1909) führte in einem frühen Versuch des Profilings unter anderem die Kombination von dunklem Haar und zusammengewachsenen Augenbrauen unter den zehn Merkmalen auf, an denen man potentielle Kriminelle erkennen könne.
Beispiele für bekannte Personen mit Monobraue sind die surrealistische mexikanische Malerin Frida Kahlo, der russische Kosmonaut Salischan Schakirowitsch Scharipow und das griechisch-zypriotische Model Sophia Hadjipanteli. Auch Theodora I., die Gattin Kaiser Justinians I., wurde mit einer Monobraue abgebildet.
Das Fehlen bzw. der Verlust der äußeren (lateralen) Augenbrauenanteile kann ein Hinweis auf eine Unterfunktion der Hirnanhangdrüse (Hypopituitarismus) sein. Auch Störungen der Schilddrüsenfunktion, Diabetes mellitus, eine Schwangerschaft, aber auch Stress, Medikamenteneinnahme, Vitaminmangel, Hautinfektionen u. a. können zum Ausdünnen oder gar vollständigen Verlust der Augenbrauen führen.
Das Gegenstück zur Monobraue ist das angeborene Fehlen der Augenbrauen. Die Ursache dafür kann z. B. eine Alopecia areata sein.

## Schönheitsideale
In vielen Gesellschaften, insbesondere in der westlichen Welt, werden Augenbrauen oft durch Zupfen mit einer Pinzette, Absengen oder durch die Behandlung mit Wachs in Form gebracht. Welche Form dabei als ideal empfunden wird, ist der jeweiligen Mode unterworfen. Wiederholtes Auszupfen kann dazu führen, dass die Augenbrauenhaare an dieser Stelle nicht mehr nachwachsen.

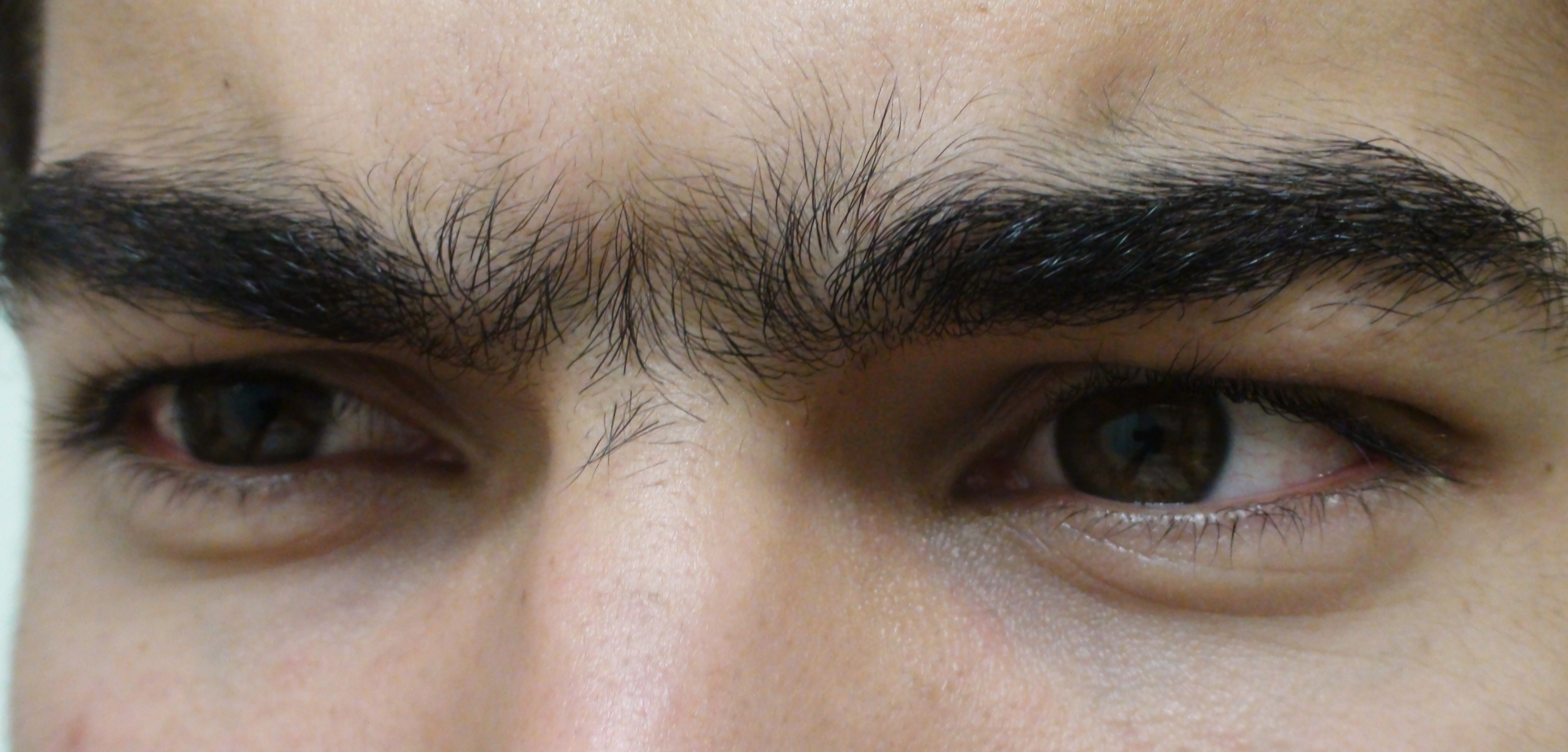
Zusammengewachsene Brauen oder „Monobraue“

In westlichen Ländern werden zusammengewachsene Brauen häufig als Schönheitsfehler angesehen, doch gibt es eine wachsende Bewegung, die den Monobrauen einen ästhetischen Reiz beimisst; in einigen Gegenden der Welt, etwa in Zentralasien, gelten Monobrauen bei Frauen ohnehin traditionell als Schönheitsideal.
Auch der gegenteilige Trend ist zu beobachten, das völlige Entfernen (bzw. alternativ: das extreme Aufhellen, engl. „bleached brows“) der Augenbrauen, im angelsächsischen Sprachraum „No eyebrows“ genannt.